# 유창적미호시광
《유창적미호시광》(流淌的美好时光)은 2019년 방송되었던 중국의 드라마이다.

## 소개
- 한 골목에서 자란 남녀 사이의 사랑과 갈등에 관한 이야기

## 등장 인물
- 마톈위 - 치밍 역
- 정솽 - 이야오 역
- 차이비윈 - 하오티엔 역
- 주안만자 (朱颜曼滋) - 탕샤오미 역
- 주징오 (周澄奥) - 구썬시 역
- 장역치 (张亦驰) - 두두 역
- 장양지자 (张杨智子) - 팡칸 역
- 오아군 (吴雅君) - 구썬샹 역
- 정춘성 (Sphinx ting) - 뤄쉰 역
- 풍파 (冯波) - 린화펑 역
- 유낙석 (刘洛汐) - 링링 역